# 수은 전지

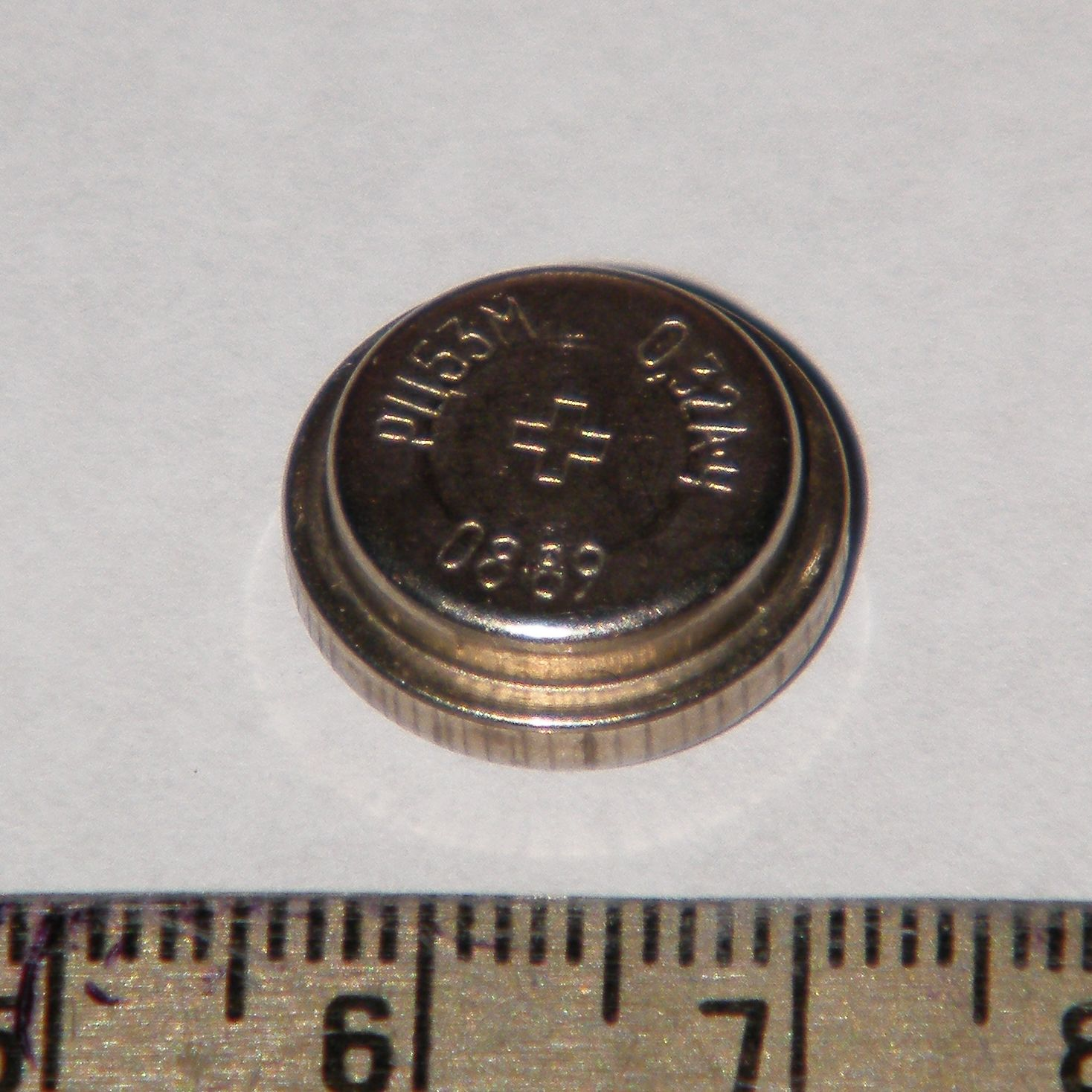
수은 배터리 "РЦ-53М"(RTs-53M), 1989년 러시아에서 제조

수은 전지(Mercury battery, 산화수은 전지, 수은 전지, 단추 전지 또는 루벤-말로리 전지)는 재충전이 불가능한 전기화학 전지인 일차 전지이다. 수은 전지는 알칼리성 전해질에서 산화수은과 아연 전극 사이의 반응을 이용한다. 방전 중 전압은 1.35V로 거의 일정하게 유지되며, 용량은 비슷한 크기의 아연-탄소 전지보다 훨씬 크다. 수은 전지는 시계, 보청기, 카메라, 계산기 등에 단추형 전지 형태로 사용되었으며, 다른 용도로는 더 큰 형태로 사용되었다.
제2차 세계 대전 중과 그 이후에는 수은으로 만든 전지가 휴대용 전자 기기의 전원으로 널리 사용되었다. 하지만 독성 수은 함량과 폐기에 대한 환경 문제로 인해 현재 많은 국가에서 수은 전지 판매가 금지되어 있다. ANSI와 IEC는 모두 수은 전지에 대한 표준을 철회했다.